# ديبي بون
اسمها الحقيقي ديبورا آن بون (بالإنجليزية: Deborah Anne Boone)‏ هي مغنية وكاتبة وممثلة أمريكية ولدت في يوم 22 سبتمبر 1956 في نيوجيرسي في الولايات المتحدة. بدأت الغناء في سنة 1971 واشتهرت بغناء الأغاني الكانتري الريفية والترانيم المسيحية. اشتهرت بأغنية You Light Up My Life في سنة 1977 وألتي فازت بواسطتها بجائزة غرامي وكذلك أغنية Are You on the Road to Lovin' Me Again في سنة 1980 وألتي احتلت المركز الأول في الولايات المتحدة على قائمة بيلبورد هوت 100. أنتجت 12 ألبوم وتركت الغناء في سنة 2013.